# Retable de Santa María la Real de Nájera
Le Retable de Santa María la Real de Nájera ou Le Christ entouré d’anges chantant la gloire de l'Éternel (panneau central), est un triptyque du peintre primitif flamand d'origine allemande Hans Memling, actif à Bruges pendant la seconde moitié du XVe siècle. Le retable est commandé par de riches commerçants espagnols pour le maître-autel de l'église du monastère Santa Maria la Real de Nájera. Seuls trois panneaux du retable parviennent jusqu'au XIXe siècle, date à laquelle ils sont vendus au Musée royal des Beaux-Arts d'Anvers où ils sont aujourd'hui exposés. Il a été considéré comme un travail à l'avant-garde de l'art décoratif de la Renaissance.

## Contexte historique
Le retable est commandé en 1487 par les consuls des marchands espagnols à Bruges, Pedro et Antonio de Nájera, pour décorer l'orgue du monastère Santa Maria la Real de Nájera, l'ancien panthéon des rois de Navarre. Certains ornements des 17 personnages représentés (plus grand que la taille réelle) portent des armes Castille et León. L’œuvre originelle était beaucoup plus grande : un panneau central représentait une Assomption de la Vierge Marie, la partie restante correspondant à la partie supérieure du retable. Il s'agit de la seule œuvre que Hans Memling a réalisé en compagnie d'un de ses élèves, et l'une des rares œuvres sur laquelle on voit le Christ entouré d'anges musiciens. Après avoir été abandonné pendant quatre siècles, il est acheté en 1885 par un marchand d'art et vendu au gouvernement belge qu'il le confie au Musée royal des Beaux-Arts d'Anvers. Le 18 décembre 2001, le Musée royal des Beaux-Arts d'Anvers lance un programme de restauration de l’œuvre.

## Composition
Le Christ entouré d'anges se découpe sur un fond doré entouré de nuages noirs. Sur son col figurent les mots « Agyos Otheos » (Dieu saint). Les trois pierres précieuses qui ornent la fibule de son manteau évoquent la Sainte Trinité : Dieu le Père, Dieu le Fils et le Saint-Esprit. Avec sa couronne et sa boule de cristal surmontée d'une croix, il règne sur le royaume chrétien, tant céleste que terrestre. Il est flanqué de seize anges qui chantent (6) et jouent de la musique (10). Leurs instruments sont représentatifs de ceux du XVe siècle. 
La scène est inspirée par le passage de l'Évangile selon Matthieu, qui mentionne : « Quand le Fils de l'homme viendra dans sa gloire, accompagné de tous les anges, alors il siègera sur son trône de gloire » (Matthieu 25:31-46), un passage qui préfigure le rôle que joue lors du Jugement dernier la figure du Rédempteur.
Le panneau central représente le Christ bénissant et baissant le regard en direction de la Vierge Marie, sa mère, avec trois anges de chaque côté. Chaque groupe d'anges tient un gros livre, un peu plus petit que les grands livres de chants typiques de l'époque gothique. Sur les deux volets latéraux, des anges jouent des instruments de musique, cinq de chaque côté. Sur l'aile gauche, en allant de l'extérieur vers le centre, on peut voir : un psaltérion, une tromba marina, un luth, une trompette repliée et un xeremia (en) ; et, sur le volet de droite : une vièle, une harpe, un orgue portatif, un trombone et un cor. Les panneaux mesurent 170 cm de haut, de sorte que les anges, ou ce que nous pouvons voir d'eux (les nuages masquent la partie de leur corps située en dessous du genou), sont de taille humaine.
Le réalisme avec lequel les instruments sont représentés a permis à des fabricants d'en produire des répliques, sur la base de ce tableau.

### Sources et bibliographie
- (ca) Cet article est partiellement ou en totalité issu de l’article de Wikipédia en catalan intitulé « Retaule de Santa María la Real de Nájera » (voir la liste des auteurs).
- (fr) Hippolyte Fierens-Gevaert, Les primitifs flamands, Mme Ver. Monnom, 1908 Lire en ligne

- (ca) Rosa Alcoy, « Una santa Clara de Pedralbes de l'escola de Bruges i alguna reflexió sobre l'estil de Hans Memling », dans Matèria : revista d'art, no 4, 2004 Lire en ligne
- Giorgio T. Faggin, Maria Corti, Memling, Noguer, 1970 Lire en ligne
- (en) Maurice B. McNamee, Vested angels : eucharistic allusions in early Netherlandish paintings|url= Peeters Publishers, 1998,  (ISBN 978-90-429-0007-3) Lire en ligne
- (en) Jeremy Montagu, Musical instruments in Hans Memling's paintings, vol. 35, 2007, Lire en ligne
- (en) Maurice B. McNamee, The Good Friday Liturgy and Hans Memling's Antwerp Triptych
- (es) Luis Quintanilla, Esther López Sobrado, De pinturas : vidas comparadas de artistas, éd. Universidad de Cantabria, 2007,  (ISBN 978-84-8102-480-7) Lire en ligne